# Jeanne-Madeleine de Saxe-Weissenfels
Jeanne-Madeleine de Saxe-Weissenfels, née le 17 mars 1708 à Weißenfels et décédée le 25 janvier 1760 à Leipzig, est une princesse de la maison de Wettin, fille du duc Jean-Georges de Saxe-Weissenfels et de Frédérique-Élisabeth de Saxe-Eisenach. 
À l'âge de 22 ans, elle épouse le 20 septembre 1730 Ferdinand Kettler (1655-1737), duc de Courlande, qui a 53 ans de plus qu'elle. Son mari meurt en 1737 sans avoir pu engendrer l'héritier désiré.  Riche veuve, elle a déménagé à Leipzig en Saxe, où elle rencontra l'émissaire anglais Charles Hanbury Williams.
Son sarcophage se trouve dans la chapelle du château de Neu-Augustusburg à Weißenfels.